# Bemanotolu
Jembatankik ist ein Ortsteil des Ortes Hera im osttimoresischen Suco Hera (Verwaltungsamt Cristo Rei, Gemeinde Dili).

## Geographie
Jembatankik liegt am Ufer der Bucht von Hera, im Nordwesten des Ortes Hera. Westlich von Jembatankik befinden sich der Hafen von Hera und der Marinestützpunkt. Dazwischen liegt die Mündung des Flusses Hahic, der aber nur in der Regenzeit Wasser führt. In die Siedlung reicht eine Lagune hinein. Südlich wird Jembatankik von Reisfeldern umrahmt. Das Gebiet gehört zur Aldeia Ailoc Laran.